# Weyher in der Pfalz
Weyher in der Pfalz é um município da Alemanha localizado no distrito de Südliche Weinstraße, no estado da Renânia-Palatinado. É membro da associação municipal de Verbandsgemeinde Edenkoben.